# Attilio Selva

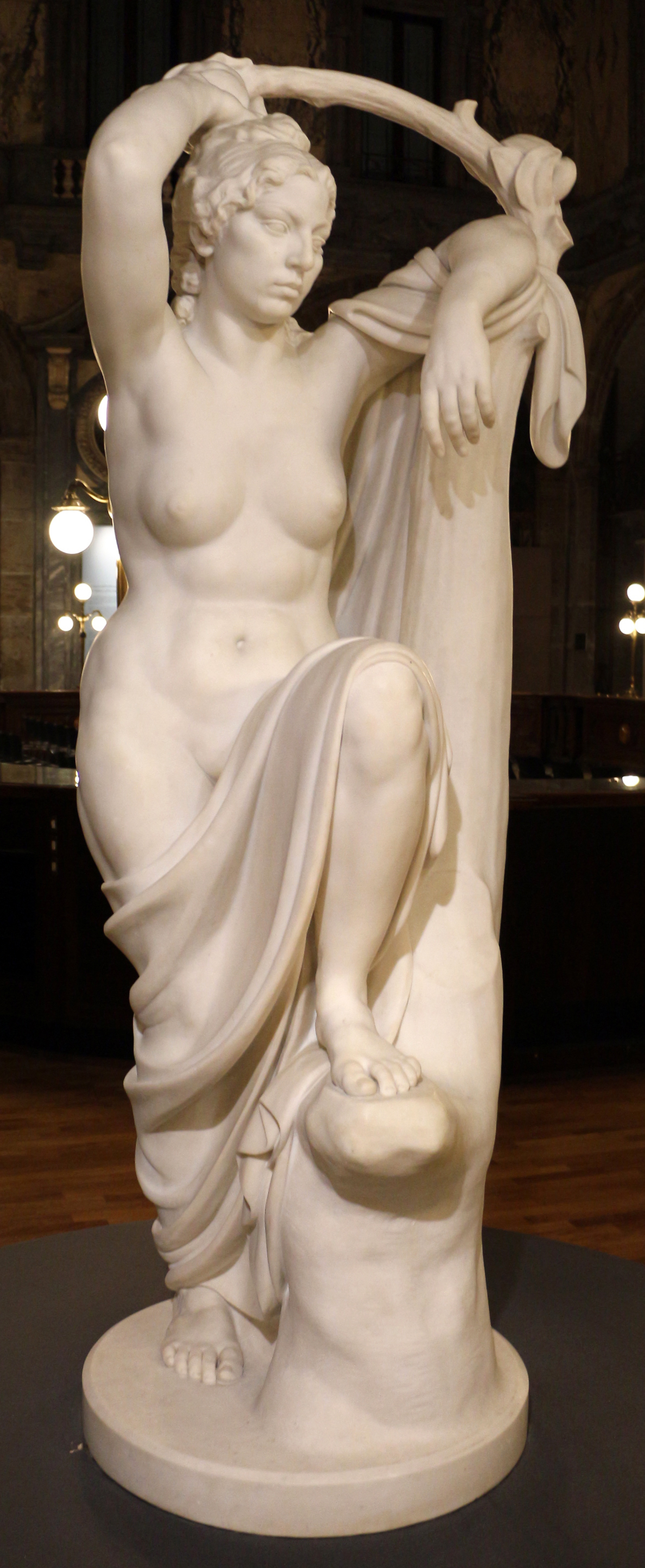
Eva, 1939 Napoli, Palazzo Zevallos.

Attilio Selva (Trieste, 1888 – Roma, 1970) è stato uno scultore italiano, padre del pittore Sergio Selva.

## Biografia

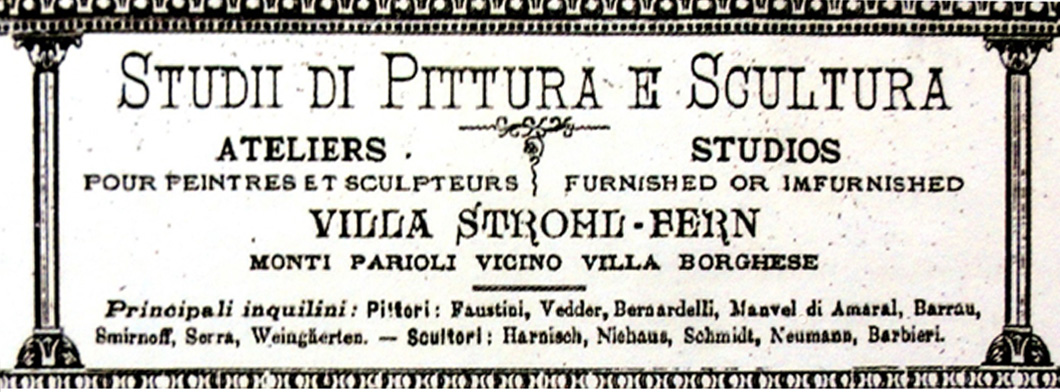
1888, Studi d'arte nella Villa Strohl-Fern.

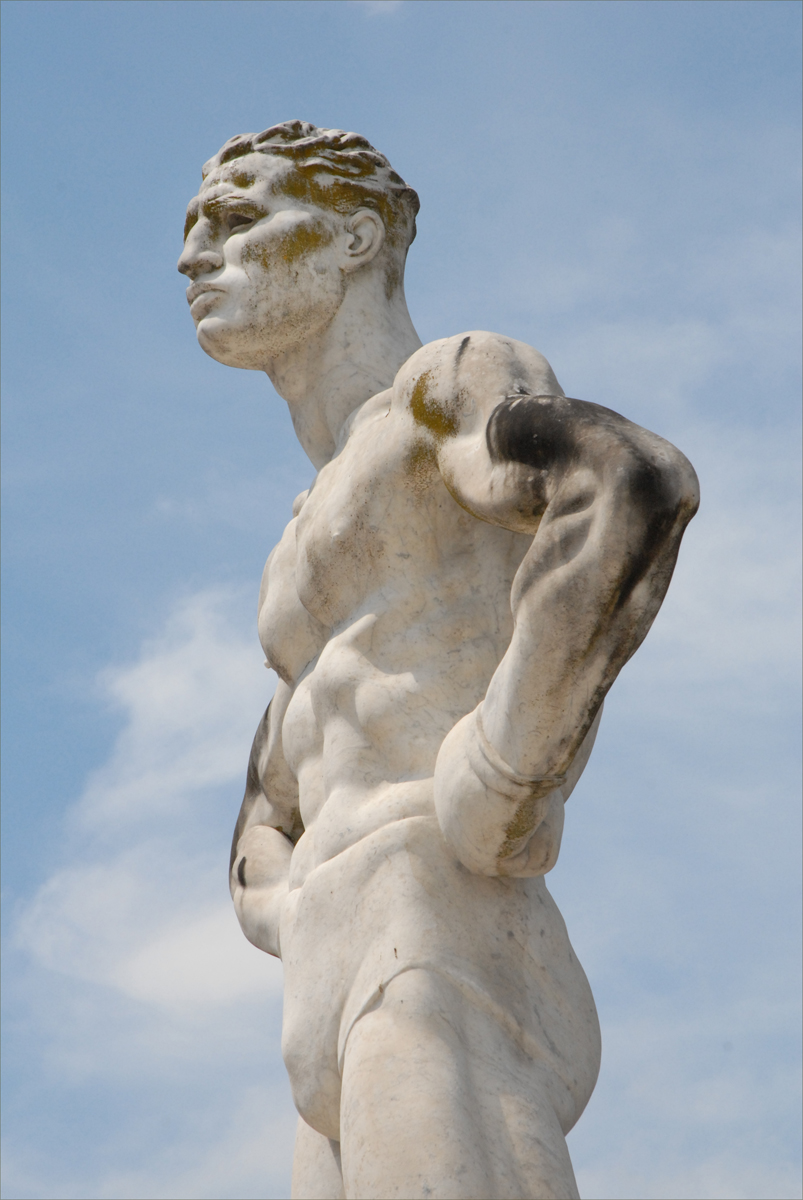
Pugilatore, Roma, Foro Italico.

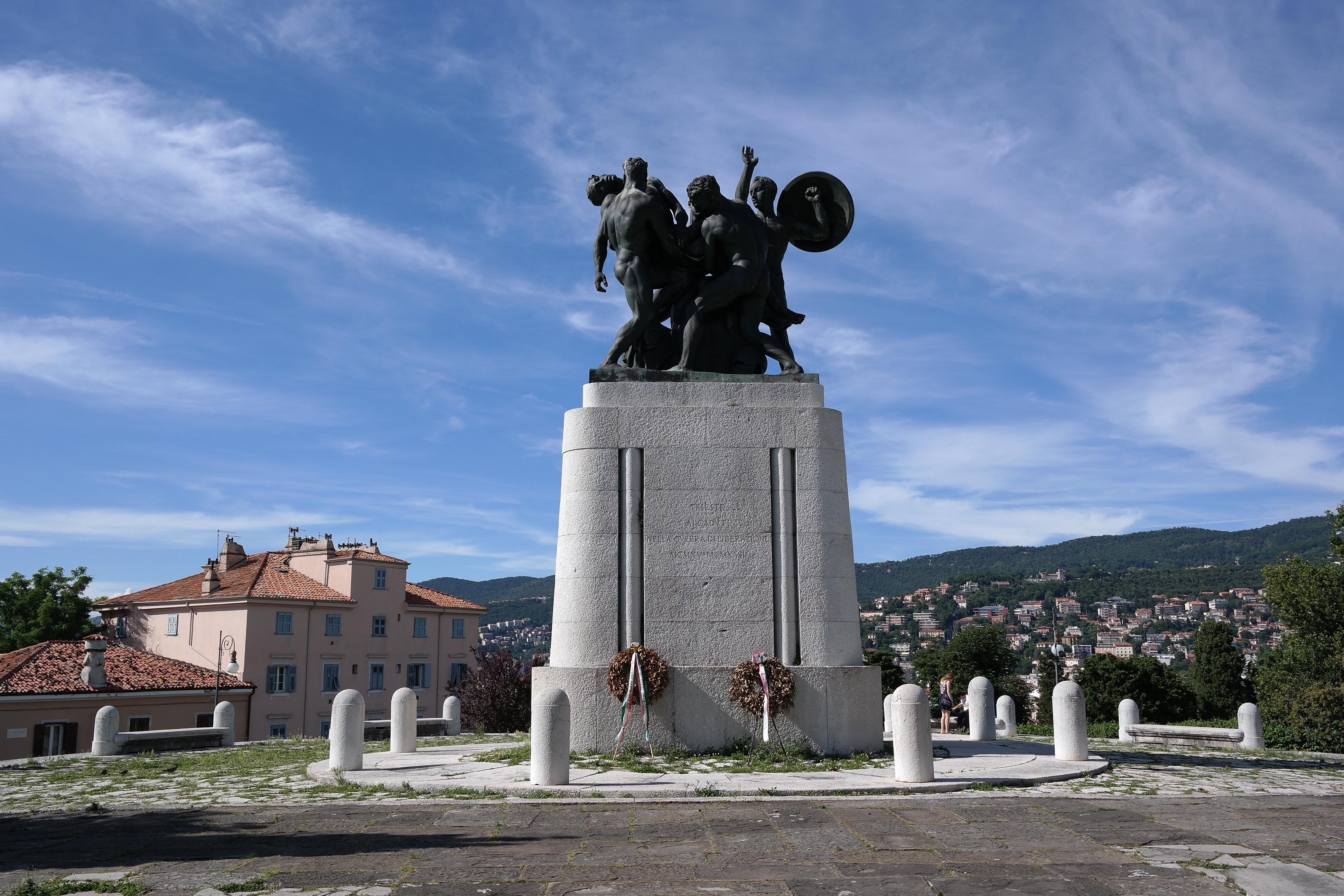
Monumento ai Caduti, 1935, Trieste.

Nato a Trieste, sotto l'Impero austro-ungarico, fin da ragazzo opta per l'irredentismo. Studia alla Scuola Industriale di Trieste, poi si trasferisce a Milano e lavora come scalpellino, quindi a Torino, dove è accolto nell'atelier di Leonardo Bistolfi. Intorno al 1905 conosce e diventa amico di Felice Carena. Nel 1907 vince a Trieste il Premio di Roma, per cui si trasferisce nella Capitale. Ottiene uno studio a Villa Strohl-Fern e ci resta fino alla fine degli anni venti. Studia con passione la scultura antica romana, quella rinascimentale e la statuaria egiziana. La personale dello scultore di origine croata Ivan Meštrović, durante l'Esposizione di Roma del 1911, gli suggerisce emozioni simboliste. Tra le sue sculture allegorico-simboliche le più significative sonoː Ritmi, Velia del 1914 e Enigma del 1919. Quest'ultima opera, esposta alla Biennale Romana del 1921, è conservata a Roma, alla Galleria nazionale d'arte moderna e contemporanea.
Dopo la Grande guerra si diffonde un nuovo movimento artistico, chiamato "ritorno all'ordine". Di questo esperimento artistico, che si muove in chiave novecentista e si propone un'"italianità michelangiolesca", Selva è considerato un precursore. Egli espone alla III Secessione Romana (1915) e nel 1918 a una mostra internazionale d'arte a Zurigo. Nel 1918 si fa notare a un'esposizione alla Casina del Pincio. Nel 1919 Attilio Selva si reca in Egitto e per il Re Fu'ad I d'Egitto esegue medaglie e ritratti. Il 29 marzo 1932 è nominato Accademico d'Italia, per la classe Arte.

### Sculture a Roma
Attilio Selva vince nel 1924 il concorso nazionale, bandito dall'Amministrazione capitolina, per cinque nuove fontane, da collocarsi in piazze romane. La più nota è la Fontana delle Cariatidi, in piazza dei Quiriti, inaugurata nel 1928.
Il luogo è ombreggiato, quasi segreto, di gusto dannunziano. Da un bacino basso e circolare, poco elevato rispetto al piano stradale e con un bordo sporgente, si erge un balaustro - ornato da vaschette sporgenti e da foglie, da cui escono gli zampilli - che sostiene un bacino più piccolo. Da quest'ultimo l'acqua, con effetto a velo, raggiunge il sottostante bacino più ampio. Sopra ci sono quattro cariatidi, inginocchiate e nude, che sostengono con le braccia levate e con il capo un terzo catino, al cui centro sta una pigna. La nudità delle cariatidi fu oggetto di polemiche.
Altre opere di Attilio Selva, a Roma: il monumento a Guido Baccelli in piazza Salerno, del 1921; la monumentale e massiccia statua di San Carlo Borromeo, in piazza Augusto Imperatore, del 1937, che recupera un'antica impostazione barocca. Per lo Stadio dei Marmi al Foro Italico ha realizzato le statue colossali il Lanciatore di giavellotto, il Pugilatore, il Discobolo e il Fromboliere. Ha collaborato al monumento al Bersagliere a Porta Pia. Dopo l'ultima guerra ha scolpito la statua in bronzo di Sant'Eugenio, per l'altare maggiore della Basilica di Sant'Eugenio.

### Sculture in altre città
Attilio Selva ha realizzato nel 1928 una Pietà, per la cattedrale di Tripoli; la statua monumentale di Guglielmo Oberdan, posta tra le due figure alate allegoriche Patria e Libertà e che si trova al Museo del Risorgimento e sacrario di Oberdan di Trieste, del 1931; il monumento a Nazario Sauro a Capodistria, del 1934, distrutto durante la guerra; la monumentale statua della Giustizia, nel cortile del Palazzo di Giustizia di Milano.
A Frascati ha lasciato due bronziː il Redentore e San Giovanni Battista, nella chiesa di San Giovanni Bosco. Il gruppo bronzeo Morte di San Benedetto e il paliotto fuso in argento della Glorificazione di San Benedetto, per l'Abbazia di Montecassino, li ha realizzati nel 1970, anno della sua morte.
Il Monumento ai Caduti a Trieste, del 1935, costruito in collaborazione con l'architetto Enrico Del Debbio e dedicato ai volontari triestini caduti nella I Guerra mondiale, è stato eretto sul Colle di San Giusto, nel Parco della Rimembranza e inaugurato nel 1935. Tre soldati sostengono un milite caduto, protetti da un quarto soldato. Le figure sono alte 5 metri e il gruppo scultoreo è poggiato su un basamento in pietra bianca d'Istria.
Lo scultore e critico d'arte Antonio Maraini, in uno studio del 1930 ma pubblicato solamente di recente, ha ricordato Attilio Selva per «il prestigio di tecnica.». Nel 2008 a Roma, alla mostra Roma Anni Venti, sono state esposte opere di Attilio Selva.